# Colibrí amazília de Humboldt
El colibrí amazília de Humboldt (Amazilia humboldti) és una espècie d'ocell de la família dels troquílids (Trochilidae) que habita boscos oberts, matoll i manglars de les terres baixes i turons des del sud-est de Panamà fins al nord-oest de l'Equador. Ha estat considerat coespecífic del colibrí amazília de caputxa blava.